# Fourier-optika
A Fourier-optika a fényhullámok terjedésének leírását a harmonikus analízis segítségével végzi el.
Joseph Fourier (1768-1830) francia matematikus ismerte fel, hogy a periodikus függvények előállíthatók szinuszfüggvények összegeként.
A nem-periodikus függvények esetén az összegzést integrálásként kell elvégezni. Egy időben változó hullámot különböző frekvenciájú harmonikus (szinusz vagy koszinusz) függvények összegeként (integráljaként) állíthatunk elő.
Egy időbeli jel (hullám) idő- és frekvencia-tartománybeli leírása között a Fourier-transzformáció teremt kapcsolatot. Hasonlóan egy térbeli képet is előállíthatunk különböző amplitúdójú és relatív térbeli frekvenciák összegeként.
Ez úgy is felfogható, hogy egy megvilágított tárgyon diffraktálódott (elhajló) hullám az egyes komponensrácsokról diffraktált síkhullámok eredője.
A Fourier-optika a képalkotásban részt vevő különböző térbeli frekvenciák felhasználásával, befolyásolásával foglalkozik.

## Kapcsolódó témák
- Térbeli szűrés[1]
- Alakfelismerés[2]
- Apodizáció[3]
- Fáziskontraszt-mikroszkóp[4]